# Гранадеро-Байгоррия
Гранадеро-Байгоррия (исп. Granadero Baigorria) — город и муниципалитет в департаменте Росарио провинции Санта-Фе (Аргентина).

## История
В 1884 году Лисандро Паганини, владевший землёй в этих местах, пожертвовал часть земель под железнодорожную станцию. В 1889 году она начала функционировать, и вокруг неё начал расти населённый пункт Пуэбло-Паганини. В 1950 году он был переименован в Гранадеро-Байгоррия («гренадер Байгоррия») в честь Хуана Баутисты Байгоррии — солдата полка конных гренадеров, который 3 февраля 1813 года во время сражения при Сан-Лоренсо спас жизнь своему командиру: полковнику Хосе де Сан-Мартину.

## Знаменитые уроженцы
- Оскар Ларраури (род. 1954) — автогонщик.
- Эдгардо Бауса (род. 1958) — футболист.
- Херман Эррера (род. 1983) — футболист.
- Фабиан Монсон (род. 1987) — футболист, олимпийский чемпион.